# Vodní elektrárna Bjelyj Ugol
Vodní elektrárna "Bjelyj Ugol" (rusky ГЭС «Белый уголь») je vodní dílo na řece Podkumok v Stavropolském kraji v Rusku. Je jednou z nejstarších vodních elektráren v Rusku a první vodní elektrárnou na světě pracující v energetického systému.

## Historie výstavby a provozu
V období budování prvních vodních elektráren na přelomu 19. a 20. století byl při hledání vhodných lokalit upřednostňován spád nad průtokem. V rozlehlém Ruském impériu splňovaly tyto požadavky oblasti v podhůří Kavkazu. Vhodné podmínky nabízela řeka Podkumok v oblasti lázeňských středisek. V roce 1902 vypracovali největší elektrotechnické kapacity Ruska z Petrohradského polytechnického institutu Genrich Osipovič Graftio a Michail Andrejevič Šatelen projekt, ve kterém byla jako ideální možnost pro vybudování potřebného derivačního kanálu zvolen okraj lázeňského města Jessentuki. Technickou podporou projektu byla i železnice, probíhající nedalekým sídlem Miněralnyje Vody. Stavba vodního díla byla zahájena 11. května 1903 a již v srpnu téhož roku začala elektrárna dodávat elektřinu pro čerpání minerálních vod do van sanatorií a pro osvětlení letovisek Jessentuki, Pjatigorsk, Kislovodsk a Železnovodsk. Osvětlení zajišťovalo 400 obloukových lamp a mezi Kislovodskem a Pjatigorskem byly postaveny tramvajové linky. Vše zajišťoval provoz dvou turbín o celkovém výkonu 900 koňských sil, poháněných vodou na spádu 15 m.
Napájení čtyř měst bylo uskutečněno čtyřmi vzdušnými třífázovými vedeními o napětí 8 000 V. Původní název Centrální vodní elektrárna Pjatigorsk byla v roce 1911 změněna na Bjelyj Ugol – Bílé uhlí, aby vyjadřoval čistotu vodní energie.
Zimní průtok však nezajišťoval dostatečný výkon a proto byly v letovisku Pjatigorsk instalovány dva dieselové generátory střídavého proudu o výkonu srovnatelném s výkonem vodní elektrárny.
Pod vedením profesorů G. O. Graftia a M. A. Šatelena byly v roce 1913 obě elektrárny paralelně napojeny do energetického systému. 26. března 1913 pracoval zhruba hodinu při napětí 8 kV první energetický systém na světě při paralelním spojení dieselové a vodní elektrárny na vzdálenosti 20 km. Od vodní elektrárny bylo odebráno asi 50 kW a od dieselové 180–250 kW.

## Současnost
V roce 1943 byla elektrárna zničena ustupujícími německými vojsky a v roce 1947 byla opět zprovozněna.
V létě 1977 se hladina řeky Podkumok zvýšila o 3,6 m, zaplavila většinu území Jessentuki a zcela zničila derivační systém jednodenní regulace. Provoz elektrárny byl zastaven. V letech 1989-1990 byly provedeny restaurační práce, ale elektrárnu se nepodařilo přivést k dlouhodobému provozu. V roce 2002 zničila zařízení další povodeň. Uvedení historického vodního díla do provozu je reálné, k roku 2019 se však nenašel investor.
Budova elektrárny slouží od roku 1980 jako muzeum. Na stěnu budovy byla umístěna deska s nápisem „První paralelní provoz dvou elektráren v Rusku a ve světě provedl profesor Šatelen v březnu 1913. Princip paralelního provozu elektráren byl použit v plánu GOELRO a v Jednotném energetickém systému SSSR.“